# Peeter Heynsgenootschap
Het Peeter Heynsgenootschap is een genootschap dat zich richt op de geschiedenis van het talenonderwijs in Nederland en Vlaanderen. Het is opgericht met het specifieke doel het onderzoek op het terrein van de historische didactiek van het taal- en letterkunde-onderwijs te stimuleren. 
Het genootschap onderhoudt betrekkingen met binnen- en buitenlandse verenigingen die op soortgelijke en verwante terreinen werkzaam zijn, zoals de Textbook Society in Engeland, SHIFLES in Frankrijk en het Werkverband Geschiedenis van de Taalkunde.
Het genootschap is genoemd naar de zestiende-eeuwse Antwerpse schoolmeester, schrijver van leerboeken en literator Peeter Heyns.
Van 1994 tot 2003 publiceerde het Peeter Heynsgenootschap 25 afleveringen van het tijdschrift Meesterwerk. Berichten van het Peeter Heynsgenootschap. In 2007 is dit periodiek voortgezet als e-tijdschrift onder de titel e-Meesterwerk.